# Berliner Amerika-Institut
Das Berliner Amerika-Institut war eine Bildungseinrichtung für Anglistik und Amerikanistik, die von 1910 bis 1945 bestand. Es wurde ab 1908 mittels finanzieller Förderung von Industriellen, Bankiers und Kaiser Wilhelm II. aufgebaut.

## Geschichte
Hugo Münsterberg, Austauschprofessor an der Friedrich-Wilhelms-Universität (FWU), eröffnete es 1910 mit 10 Mitarbeitern. Es war keine Universitätseinrichtung, sondern sollte hilfswissenschaftliche Dienste für alle öffentlichen Institutionen anbieten, die Auskünfte über die USA benötigten. In seinem Kuratorium saßen Vertreter des Preußischen Kultusministeriums und der FWU.
Im Ersten Weltkrieg diente es der Information und Propaganda, danach sollte es den Kulturaustausch mit den USA wiederbeleben. Es wurde ab 1919 von dem Assistenten des Amerika-Instituts, Karl Oscar Bertling, geleitet. 1926/27 wurde das Institut in die Amerika-Abteilung des Englischen Seminars der Friedrich-Wilhelms-Universität eingefügt. Das Seminar hatte seit 1921/22 unter Alois Brandl und Wilhelm Dibelius Sprach- und Kulturkurse veranstaltet.
Ab 1936 leitete das Institut Friedrich Schönemann, der zugleich Chef der Amerikaabteilung des Deutschen Auslandswissenschaftlichen Institut (DAWI) von Franz Six war.
1945 wurde das Institut aufgelöst. 1955 entstand im Rahmen der Gründung der West-Berliner FU Berlin wieder ein neues Amerika-Institut, das 1963 zum interfakultativen Institut umgewandelt und in John-F.-Kennedy-Institut für Nordamerikastudien umbenannt wurde. Sein Leiter wurde Ernst Fraenkel.
An der Ludwig-Maximilians-Universität München existiert seit 1949 ebenfalls ein Amerika-Institut.